# Puya herrerae
Puya herrerae är en gräsväxtart som beskrevs av Hermann August Theodor Harms. Puya herrerae ingår i släktet Puya och familjen Bromeliaceae.
Artens utbredningsområde är Peru. Inga underarter finns listade i Catalogue of Life.